# Heide Berndtová
Heide Berndt (2. prosince 1938 Cáchy – 23. února 2003 Berlín) byla německá socioložka zabývající se sociologií města a lékařství.

## Životopis
Své dětství strávila v Poznani a mládí ve Frankfurtu. V letech 1959 až 1966 studovala sociologii u Adorna na frankfurtské univerzitě; dva semestry absolvovala také na FU Berlin. Jako diplomovaná socioložka pracovala v období 1966 až 1974 u Mitscherlicha jako vědecká asistentka pro městskou a architektonickou sociologii na Sigmund-Freud-Institut. Po dvou letech na volné noze začala v roce 1979 vyučovat na Alice Salomon Hochschule Berlin obor sociologii medicíny. Zemřela krátce před odchodem do důchodu.
Jako studentka vstoupila do Sozialistischer Deutscher Studentenbund (SDS) a do Argument-Klubu v Berlíně.
Pracovala na rozsáhlém díle o studentských bouřích v roce 1968, které nestihla dokončit.

## Publikace
- Das Gesellschaftsbild bei Stadtplanern. Karl Krämer Verlag, Stuttgart 1968.
- Die Natur der Stadt. Verlag Neue Kritik, Frankfurt am Main 1978 - ISBN 3801501582, ISBN 978-3801501587.
- (spoluautoři Alfred Lorenzer a Klaus Horn) Architektur als Ideologie. Suhrkamp Verlag, Frankfurt am Main 1968 - ISBN 3518102435, ISBN 978-3518102435.